# Алмейда (район)
Алмейда (порт. Almeida) — район (фрегезия) в Португалии, входит в округ Гуарда. Является составной частью муниципалитета Алмейда. По старому административному делению входил в провинцию Бейра-Алта. Входит в экономико-статистический субрегион Бейра-Интериор-Норте, который входит в Центральный регион. Население составляет 1491 человек на 2001 год. Занимает площадь 52,34 км².
Покровителем района считается Дева Мария (порт. Nossa Senhora da Luz).